# Западносиријски обред
Западносиријски обред, који се још назива антиохијски обред, је источнохришћански литургијски обред који користи Литургију Светог Јакова у западносиријском дијалекту. Практицира се у Маронитској цркви, Сиријској оријентално-православној цркви, Сиријској католичкој цркви и разним маланкарским индијским црквама (погледајте одељак о употреби у наставку). То је један од два главна литургијска обреда сиријског хришћанства, други је источносиријски обред .  
Настао је у древној Антиохијској патријаршији . Има више анафора него било који други обред.  
Многи нови текстови преведени са грчког прихваћени су међу сиријским православцима у Антиохији. Они који су повезани са Тагритом нису их прихватили. У основи је традиција тагрита уведена у Кералу у 18. и 19. веку. 
Верзије западносиријског обреда тренутно користе три групе цркава.
- Оријенталне православне цркве :
  - Антиохијска православна црква са седиштем у Сирији .
    - Јакобитска сиријска православна црква са седиштем у Индији, у заједници са сиријским православним патријархом Антиохије .

  - Индијска православна црква са седиштем у Индији, аутокефална оријентална црква.

- Цркве повезане са оријенталном православном заједницом, али без заједнице са њом
  - Маланкарска сиријска црква Мар Томе (користи реформацијску варијанту овог обреда изостављајући посредовање светаца и молитве за упокојене. У потпуном заједништву са англиканском заједницом и Малабарском независном сиријском црквом).
  - Малабарска независна сиријска црква Индије. Независна оријентална црква која није део оријенталне православне заједнице.

- Источне католичке цркве у потпуном заједништву са Светом столицом у Риму:
  - Сиријска католичка црква са седиштем у Либану .
  - Маронитска црква са седиштем у Либану.
  - Сиромаланкарска католичка црква седиштем у Индији.

## Историја
Најстарији познати облик антиохијског обреда је на грчком, који је очигледно његов изворни језик. Многи грчки изрази који су остали у сиријском облику сугеришу да је то изведено из грчког. Верзија је настала врло рано, очигледно пре раскола који је изазвао Халкидонски сабор, пре него што је почео утицај Цариграда. Нема сумње да су се хришћанске заједнице, чим су се појавиле, појавиле у руралним областима римске Сирије, и да су молитве које су се у градовима (Антиохија, Јерусалим, итд.) изговарале на грчком, преведене на локални народни језик и у народну употребу. 